# سياسة بلجيكا
تعمل سياسة بلجيكا ضمن إطار مَلَكية فيدرالية تمثيلية ديمقراطية دستورية. يشغل ملك البلجيكيين منصب رأس الدولة، ويُعتبر رئيس وزراء بلجيكا رئيسًا للحكومة، وتعمل الحكومة ضمن نظام متعدد الأحزاب. تُمارس السلطة التنفيذية من قبل الحكومة. تُناط السلطة التشريعية الفيدرالية بكل من الحكومة ومجلسي البرلمان، مجلس الشيوخ ومجلس النوّاب. يتكون الاتحاد الفيدرالي من مجتمعات ومناطق (إقليمية) قائمة على (مناطق لغوية). فيليب هو الملك السابع والحالي للبلجيكيين، إذ اعتلى العرش في 21 يوليو 2013.
منذ نحو عام 1970، انقسمت الأحزاب السياسية الوطنية البلجيكية البارزة إلى مُمَثّلِيّات مستقلة لمصالح كل مجتمع على حدة، إلى جانب الدفاع عن أيديولوجياتهم. تنتمي هذه الأحزاب إلى ثلاث أسر سياسية رئيسية، رغم أنها جميعها قريبة من سياسة الوسط: إذ يشكل الليبراليون والديمقراطيون المسيحيون المحافظون الاجتماعيون التيار اليميني، بينما يشكل الديمقراطيون الاشتراكيون التيار اليساري. الأحزاب الجديدة المهمة الأخرى هي أحزاب الخضر، وحاليًا بشكل رئيسي في مقاطعة فلاندرز، الأحزاب القومية واليمينية المتطرفة. تتأثر السياسة بمجموعات الضغط (اللوبي)، مثل النقابات العمالية ومنظمات أصحاب العمل كاتحاد الشركات البلجيكية. غالبًا ما تُستبدل قاعدة الأغلبية بعملية صناعة قرارات كونفدرالية بحكم الأمر الواقع (دي فكتو) حيث تتمتع الأقلية (الناطقين بالفرنسية) بحماية مهمة من خلال نظام الاغلبية الساحقة أو المتخصصة أو أغلبية الثلثين (2/3 بشكل إجمالي والأغلبية في كل من المجتمعين الرئيسيين الاثنين). صنفت وحدة الاستخبارات الاقتصادية (الإيكونومِست) بلجيكا على أنها «ديمقراطية معيبة» في عام 2018.

## الدستور
أُسِّس دستور بلجيكا، المصدر الرئيسي للقانون وأساس النظام السياسي للبلد، في 7 فبراير 1831. جرى تغييره عدة مرات، ولكن أُجريت الإصلاحات الأكثر أهمية في عامي 1970 و 1993.
في عام 1970، استجابةً للنزاع الأهلي المتصاعد بين مجتمعات الناطقين بالهولندية والناطقين بالفرنسية في بروكسل، أعلنت الحكومة أن «الدولة الموحدة بهيكلها وأدائها على النحو المنصوص عليه في القانون، قد أصبحت لاغية». أقر الدستور الجديد بوجود اختلافات مجتمعية وإقليمية قوية داخل بلجيكا، لكنه سعى إلى التوفيق بين هذه الاختلافات من خلال توزيع السلطة على المجتمعات والمناطق.
في عام 1993، وافق البرلمان على حزمة دستورية تحول بلجيكا إلى دولة فيدرالية كاملة.

## الحكومة

### السلطة التنفيذية
| المنصب       | الاسم       | الحزب            | منذ           |
| الملك        | فيليب       | لا يوجد          | 21 يوليو 2013 |
| رئيس الوزراء | صوفي ويلميس | الحركة الإصلاحية | 27 اكتوبر2019 |

#### رأس الدولة
ملك البلجيكيين هو الرئيس الدستوري للدولة البلجيكية ويشغل منصبه مدى الحياة. ينص الدستور البلجيكي والقوانين الأخرى المطبقة بموجبه على واجبات الملك.
بصفته رئيسًا للدولة، يلعب الملك دورًا رسميًا ورمزيًا في الأمة. وظيفته السياسية الرئيسية هي تعيين زعيم سياسي لتشكيل حكومة جديدة بعد الانتخابات أو بعد استقالة الحكومة. في حالات وجود «تصويت ضمني لحجب الثقة»، يتوجب على الحكومة الاستقالة ويقترح مجلس النواب في البرلمان تعيين رئيس وزراء جديد للملك. يُنظر إلى الملك أيضًا على أنه يلعب دورًا موّحدًا رمزيًا وممثلًا للهوية البلجيكية الوطنية المشتركة.
خَلَف فيليب والده ألبرت الثاني في 21 يوليو 2013 بعد تنازله عن العرش.

#### الحكومة الفيدرالية
يتولى السلطة التنفيذية رئيس الوزراء مع الوزراء، الذين يشكلون معًا مجلس الوزراء، وأمناء الدولة، كل منهم يعتبر نائبًا لوزير وجزءًا من الحكومة الفيدرالية، لكنهم لا يشاركون ضمن اجتماعات مجلس الوزراء.
أعضاء الحكومة الفيدرالية، الذين يعينهم الملك رسمياً، يجري اختيارهم في الواقع من الأحزاب السياسية التي تشكل الائتلاف الحكومي.
يجب أن تتمتع الحكومة الفيدرالية بثقة مجلس النواب.
لا يمكن أن يتجاوز العدد الإجمالي للوزراء، باستثناء رئيس الوزراء، الخمسة عشر وزيرًا. يجب أن يكون عدد الوزراء الناطقين بالهولندية والفرنسية متساويًا، مع استثناء محتمل لرئيس الوزراء.
يرأس الوزراء الإدارات التنفيذية للحكومة. يدير رئيس الوزراء ووزرائه الحكومة ومختلف الخدمات العامة، ويجب على الوزراء الدفاع عن سياساتهم وأدائهم شخصيًا أمام المجلس.

#### الحكومات الإقليمية والمجتمعية
تتمتع البرلمانات والحكومات الإقليمية والمجتمعية بالسلطة القضائية على النقل والأشغال العامة وسياسة المياه والمسائل الثقافية والتعليم والصحة العامة والبيئة والإسكان وتقسيم المناطق والسياسة الاقتصادية والصناعية. تعتمد على نظام تقاسم الإيرادات للحصول على الأموال. تتمتع هذه الحكومات بصلاحية فرض ضرائب قليلة جداً (معظمها رسوم إضافية) وصلاحية تقديم القروض. وعلاوة على ذلك، فقد حصلت على سلطة حصرية في إبرام المعاهدات بشأن تلك القضايا التي تدخل ضمن نطاق اختصاص كل منها. من إجمالي الإنفاق العام (مدفوعات الفوائد لم تُؤخذ بعين الاعتبار)، صُرِّح أكثر من 30٪ من الإنفاق العام من قِبل المناطق والمجتمعات، رغم أن تمويلها يأتي من الميزانيات البلجيكية الوطنية بنسبة 80% ؛ في الوقت نفسه، تسيطر الحكومة الوطنية على 100٪ من الضمان الاجتماعي، وتفرض قيودًا صارمة على سياسة الضرائب من قبل الكيانات الفيدرالية. ونتيجة لذلك، ما تزال المؤسسات البلجيكية تسيطر على 90٪ من مستويات الضرائب العالمية الفعالة على الأفراد والشركات.
رغم أن المادة 35 من الدستور عام 1993 تتطلب إنشاء قائمة تحدد الصلاحيات الفيدرالية بدلاً من الصلاحيات الإقليمية والمجتمعية، لم يجرِ إنشاء هذه القائمة قطُّ. بالتالي، تواصل الحكومة الفيدرالية ممارسة جميع الصلاحيات غير المخصصة بشكل صريح للمستويات الأقل.
تفضل الأحزاب الفلمنكية عمومًا الحكم الذاتي المجتمعي (والإقليمي) الأكبر، بما في ذلك الاستقلال المالي والضريبي، بينما تعارضها الأحزاب الناطقة بالفرنسية عمومًا. تميل الأحزاب الناطقة بالفرنسية إلى تفضيل المزيد من سيطرة الدولة. [بحاجة لمصدر]
اعتبارًا من أكتوبر 2019، المسؤولون التنفيذيون الإقليميون هم:
- الوزير - رئيس الحكومة الفلمنكية (مجتمع + منطقة): جان جامبون (التحالف الفلمنكي الجديد أن-في إيه)
- الوزير - رئيس حكومة الجالية الفرنسية: بيير إيف جيهوليت (حزب الحركة الإصلاحية أم أر)
- الوزير - رئيس حكومة إقليم والون: إليو دي روبو (الحزب الاشتراكي البلجيكي بّي أس)
- الوزير - رئيس حكومة إقليم بروكسل العاصمة: رودي فيرفورت (الحزب الاشتراكي البلجيكي بّي أس)
- الوزير - رئيس حكومة الجالية الألمانية: أوليفر باش (حزب الناطقين بالألمانية بّي أر أو دي جي)

#### الحكومة الٌإقليمية والمحلية
تنقسم المنطقتان الأكبر، فلاندرز ووالونيا، إلى خمس مقاطعات في كل منهما. تنقسم منطقة العاصمة بروكسل بشكل مباشر إلى 19 بلدية. في المجموع، تضم بلجيكا 589 بلدية. تمتلك الحكومة الإقليمية والمحلية صلاحية حصرية على المناطق. لذلك، على المرء أن يراجع المقالات ذات الصلة للحصول على معلومات أكثر تفصيلا عن الحكومة الإقليمية والمحلية.
في منطقة بروكسل، هناك شكل آخر من أشكال الحكومة الوسيطة، تتشكل من مؤسسات من كلا المجتمعين المتمتعين بالصلاحية. تتمتع هذه المؤسسات (لجنة الجالية الفرنسية «سي أو سي أو أف» للناطقين بالفرنسية و لجنة الجالية الفلمنكية «في جي سي» للفلمكنيين) بصلاحيات مماثلة، رغم أن مؤسسة سي أو سي أو أف هي الوحيدة التي تتمتع بسلطات تشريعية ممنوحة من قِبل الجالية الفرنسية. بالنسبة لمجتمع بروكسل، فإن القضايا المشتركة بين كلا المجتمعين من مسؤولية لجنة المجتمع المشتركة.

### السلطة التشريعية
تنقسم السلطات التشريعية في بلجيكا بين المستويات الوطنية والإقليمية والمجتمعية.
يتألف البرلمان الفيدرالي البلجيكي من مجلس الشيوخ (بالهولندية: Senaat، والفرنسية: Sénat) ومجلس النواب (بالهولندية: Kamer van Volksvertegenwoordigers، بالفرنسية: Chambre des Représentants). يضم المجلس 150 عضوًا ؛ يضم مجلس الشيوخ 60 عضواً. يُنتخب جميع الممثلين البالغ عددهم 150 نائبًا بشكل مباشر عن طريق نظام التمثيل النسبي. يتألف مجلس الشيوخ من 50 سيناتور (عضو مجلس الشيوخ) تنتخبهم برلمانات المجتمعات والمناطق، و 10 سيناتورات يختارهم أعضاء مجلس الشيوخ الآخرون.
منذ الإصلاحات الدستورية لعامي 1993 و 2013، لا يعمل مجلسا البرلمان على قدم المساواة: بخلاف الحالات المتعلقة بالهيكل الدستوري أو المؤسساتي أو الفيدرالي أو العلاقات الدولية، فإن موافقة مجلس الشيوخ إما غير مطلوبة (هكذا يُطلق عليها «قوانين أحادية المجلس»، يتم التصويت عليها فقط من قبل مجلس النواب، مثل الميزانية) أو يمكن الاستغناء عنها من قبل مجلس النواب. مجلس النواب هو أيضا المجلس الوحيد الذي يصوت على الثقة للحكومة.
كل مكون من مكونات النظام الفيدرالي الخمسة (المجتمع الفلمنكي والمجتمع الفرنسي والمجتمع الناطق بالألمانية وإقليم والون ومنطقة بروكسل العاصمة) له مجلس بغرفة واحدة أو برلمان مُنتخب بشكل مباشر. يصوتون على المراسيم (أو القوانين الوضعية في بروكسل)، والتي لها نفس القيمة وهي على نفس المستوى القانوني كما القوانين الفيدرالية.
يُعتبر تأثير الأحزاب السياسية الرئيسية وقادة الأحزاب هائلًا. يقدر العديد من الخبراء [بحاجة لمصدر] أن رؤساء الأحزاب الرئيسية أقوى بكثير من الوزراء العاديين والبرلمان بأكمله. لهذا السبب، يوصف النظام السياسي البلجيكي غالبًا بالحزبقراطية.

### السلطة القضائية
يستند النظام القضائي إلى القانون المدني وينشأ من قانون نابليون. لديه مراجعة قضائية للقوانين التشريعية. يقبل الولاية القضائية الإلزامية لمحكمة العدل الدولية، مع إبداء تحفظات. محكمة الاستئناف هي مستوى أدنى من محكمة النقض، وهي مؤسسة مقرها محكمة التمييز الفرنسية. محكمة النقض (الهولندية: Hof van Cassatie، الفرنسية: Cour de Cassation) هي المحكمة الأكثر أهمية في بلجيكا. يُعيَّن القضاة مدى الحياة من قبل الملك البلجيكي.